# 김해가야테마파크 도자기체험관

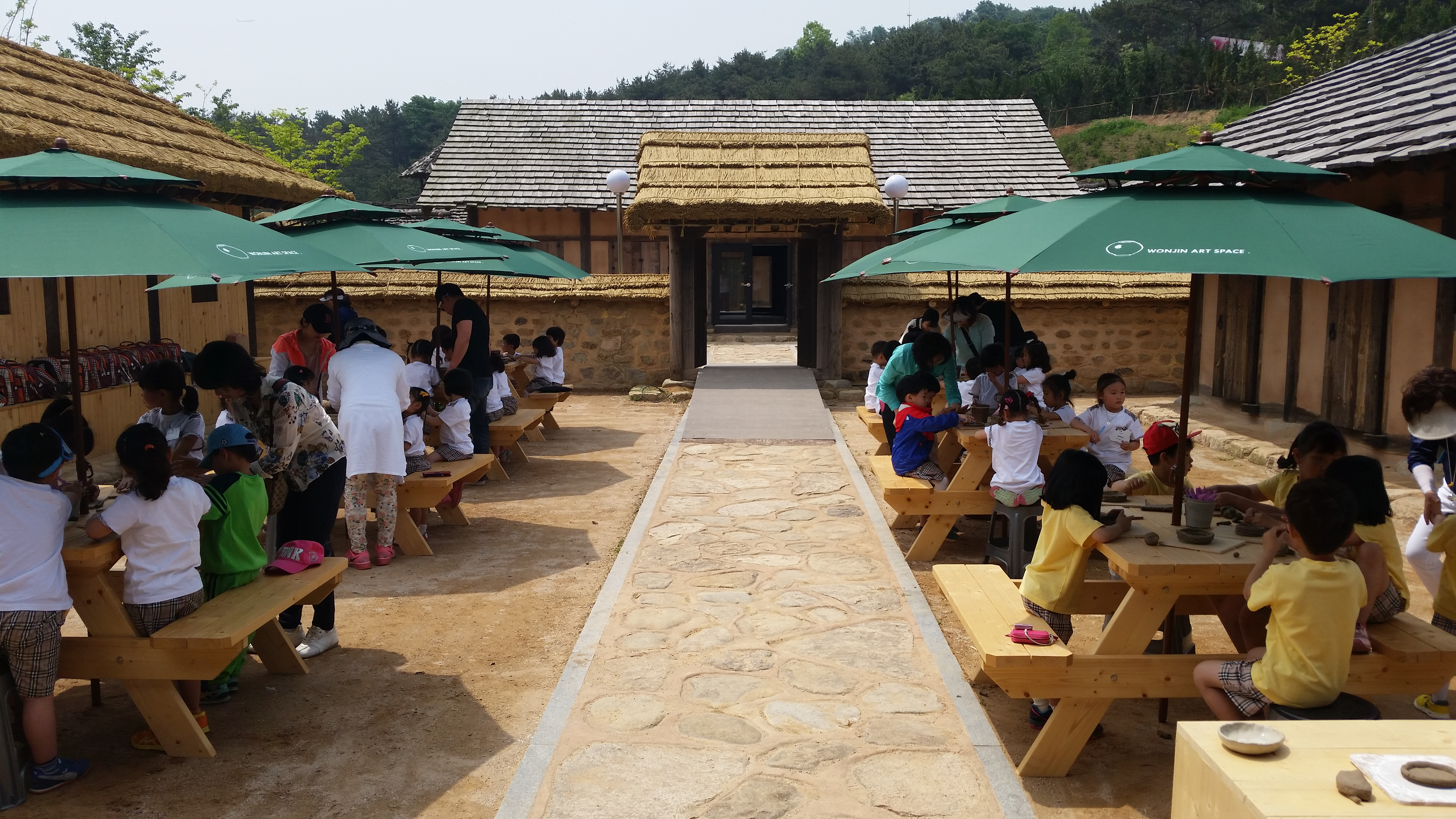
김해가야테마파크 도자기체험관에 도자기 체험학습을 하고 있는 어린이들.

김해가야테마파크 도자기체험관은 경상남도 김해시 어방동 993, 가야테마길 161에 위치한 김해가야테마파크에 위치한 도자기체험관이다.  정확한 위치는가야왕궁 정문 동쪽 구간마을이다.
도자기 제작, 물레체험, 도자기인형 만들기, 컬러링체험, 카페체험 등의 프로그램들이 준비되어 있다.

## 갤러리

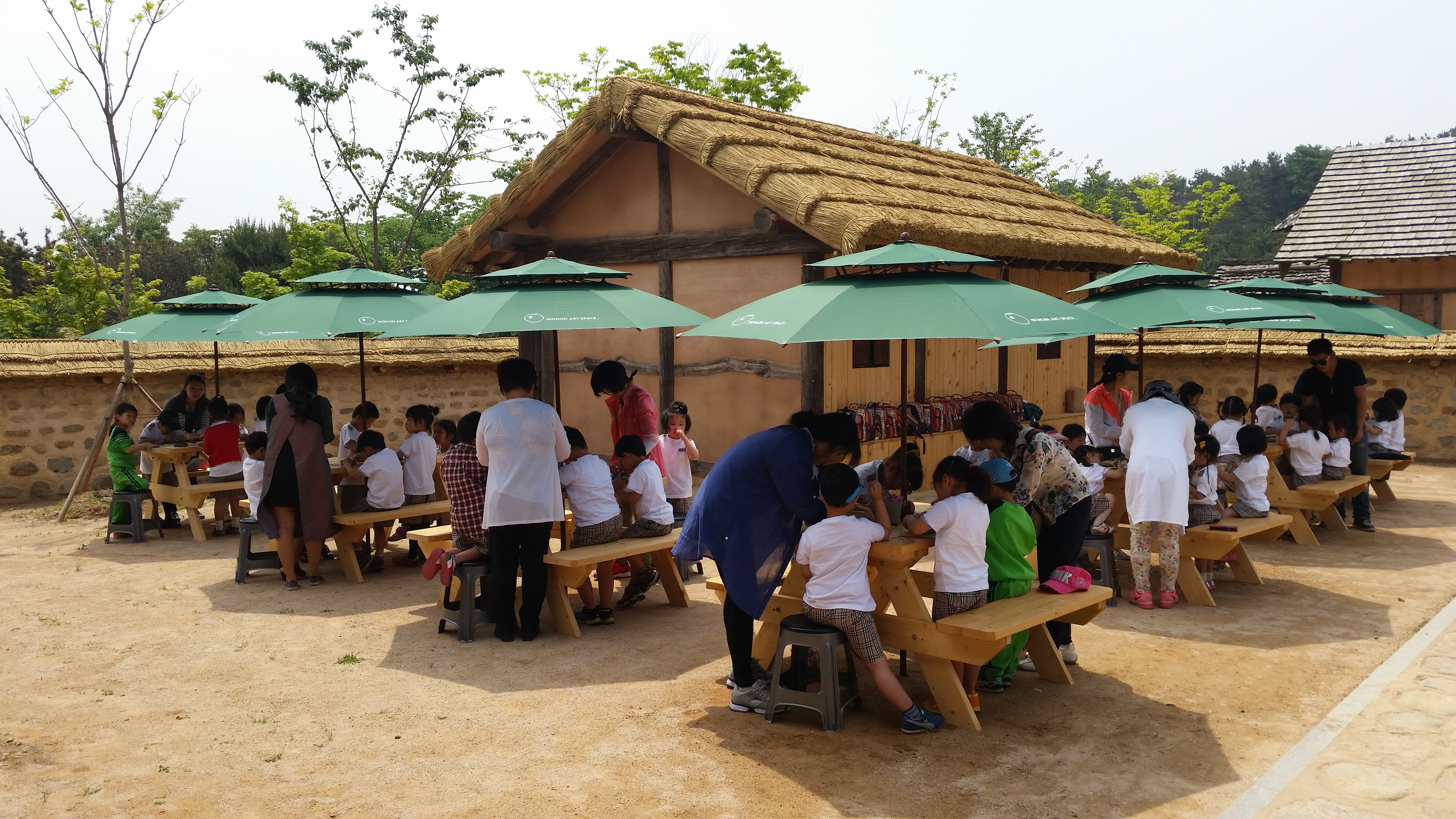
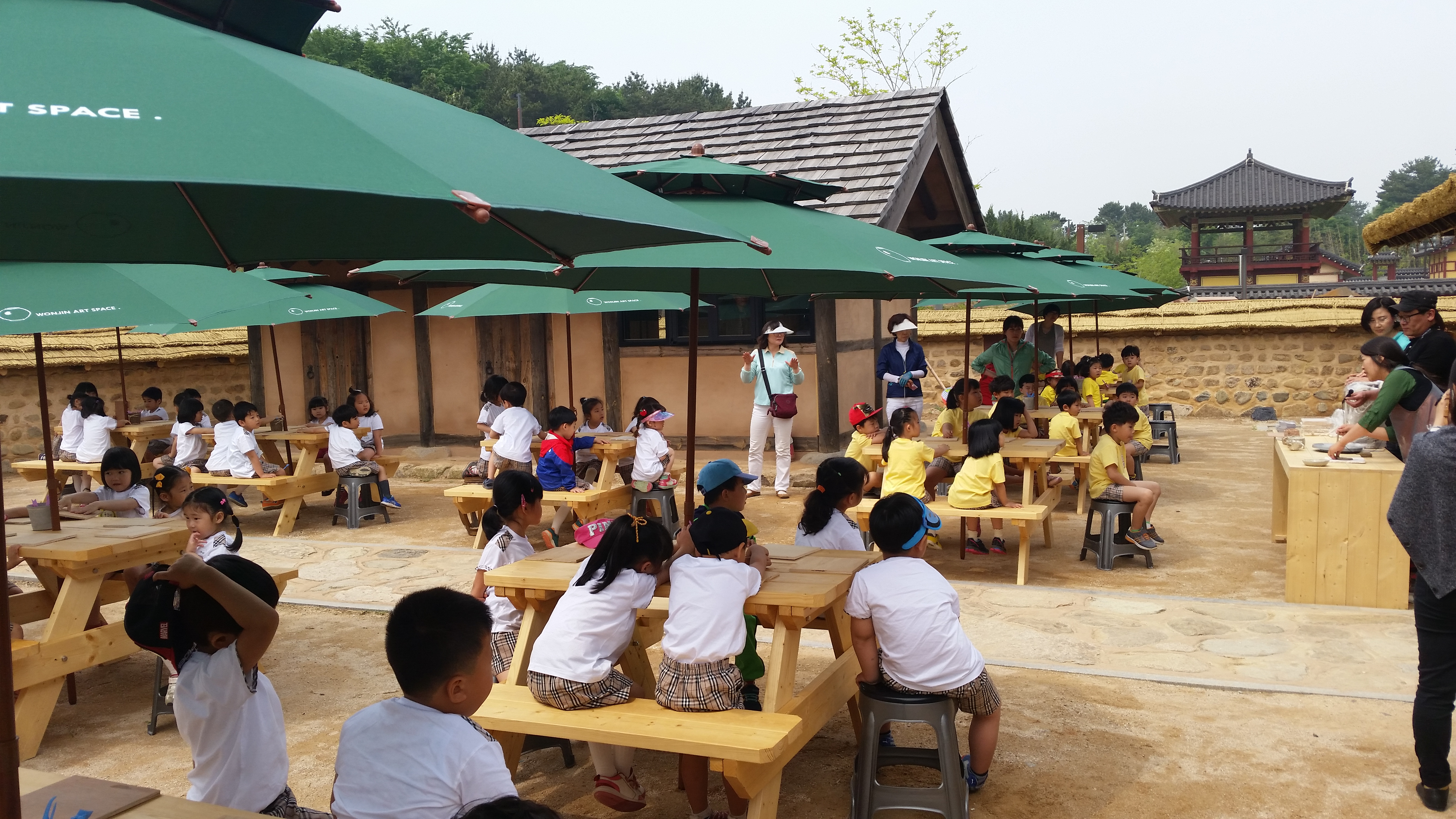
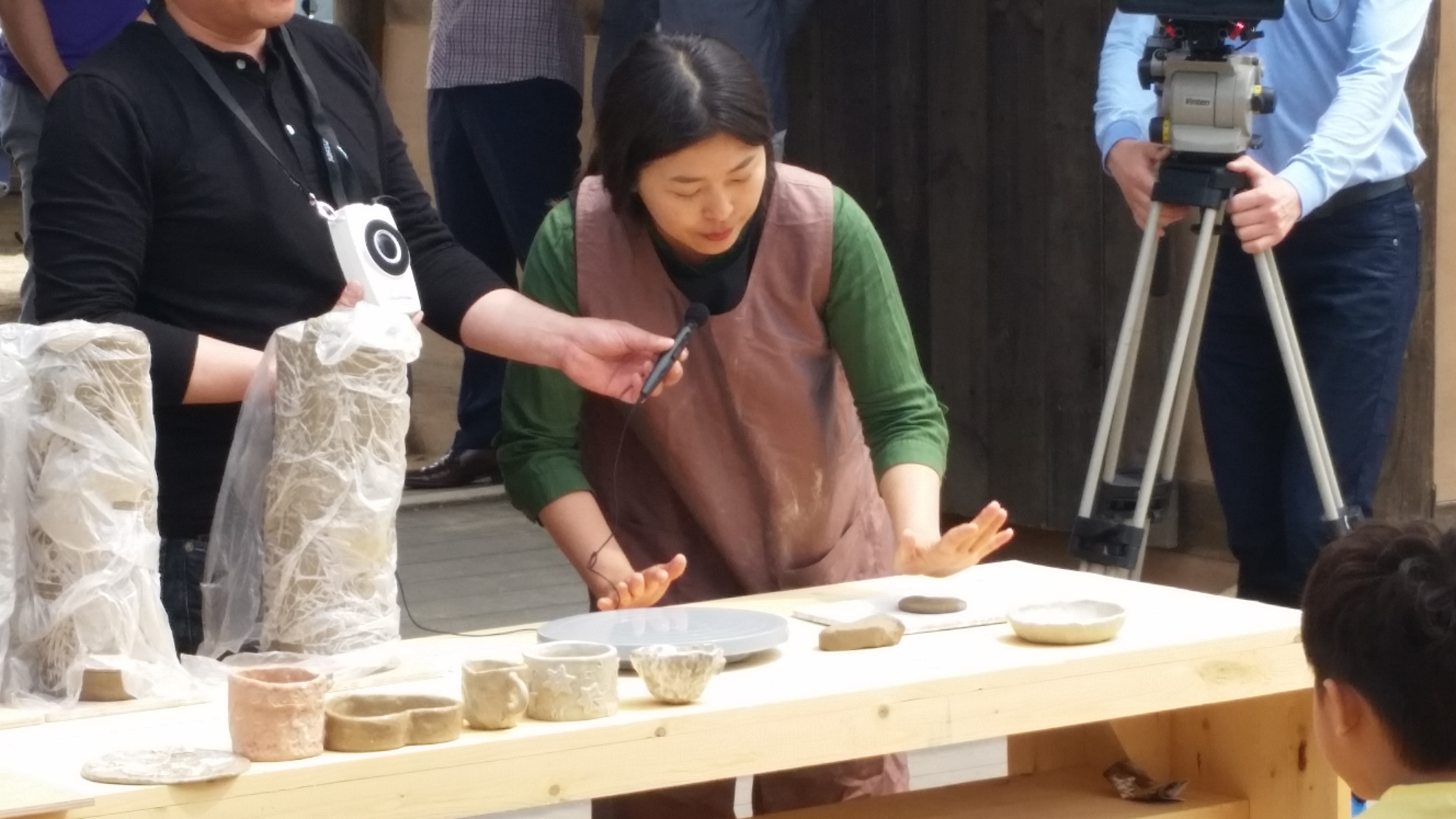
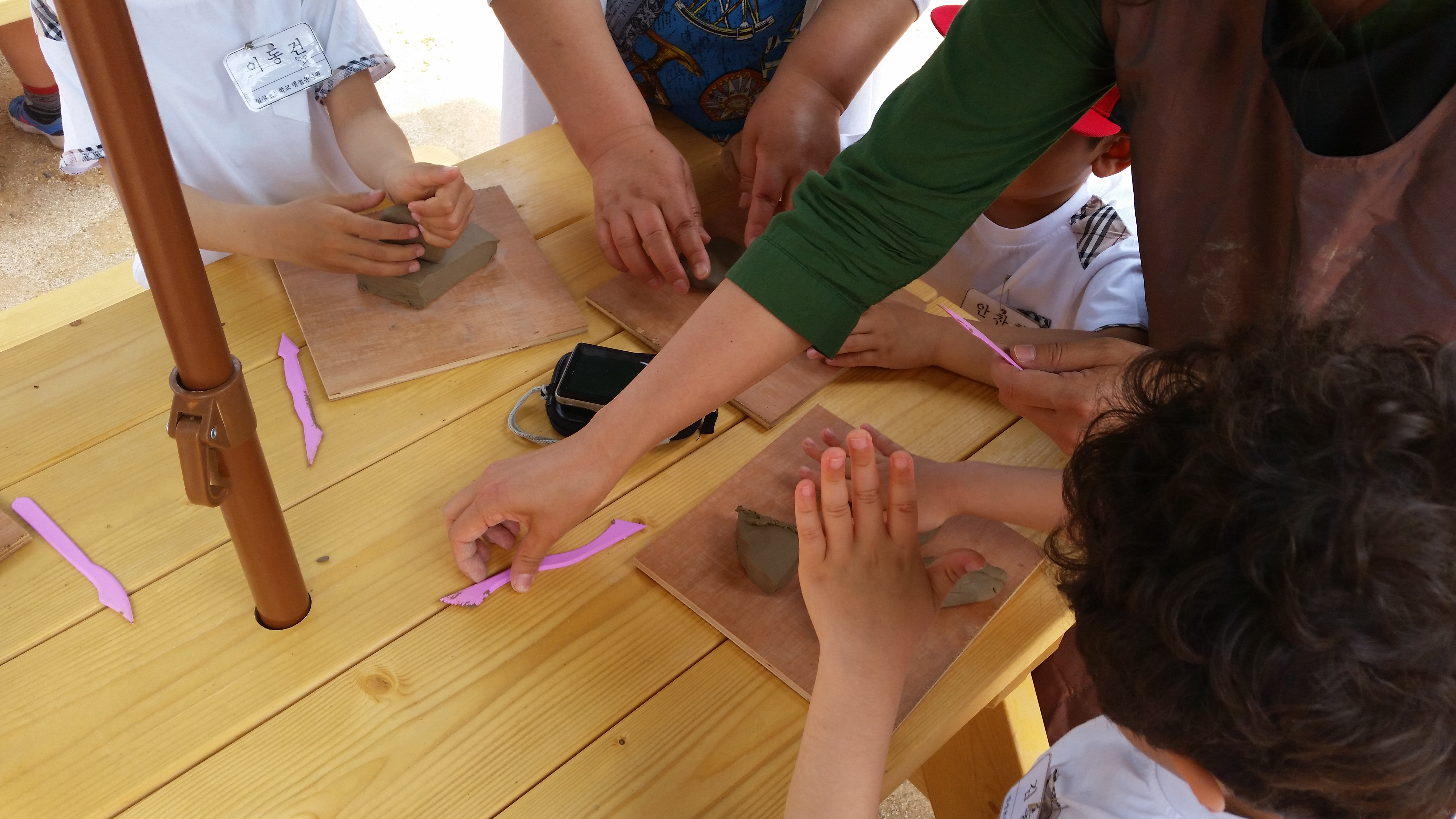
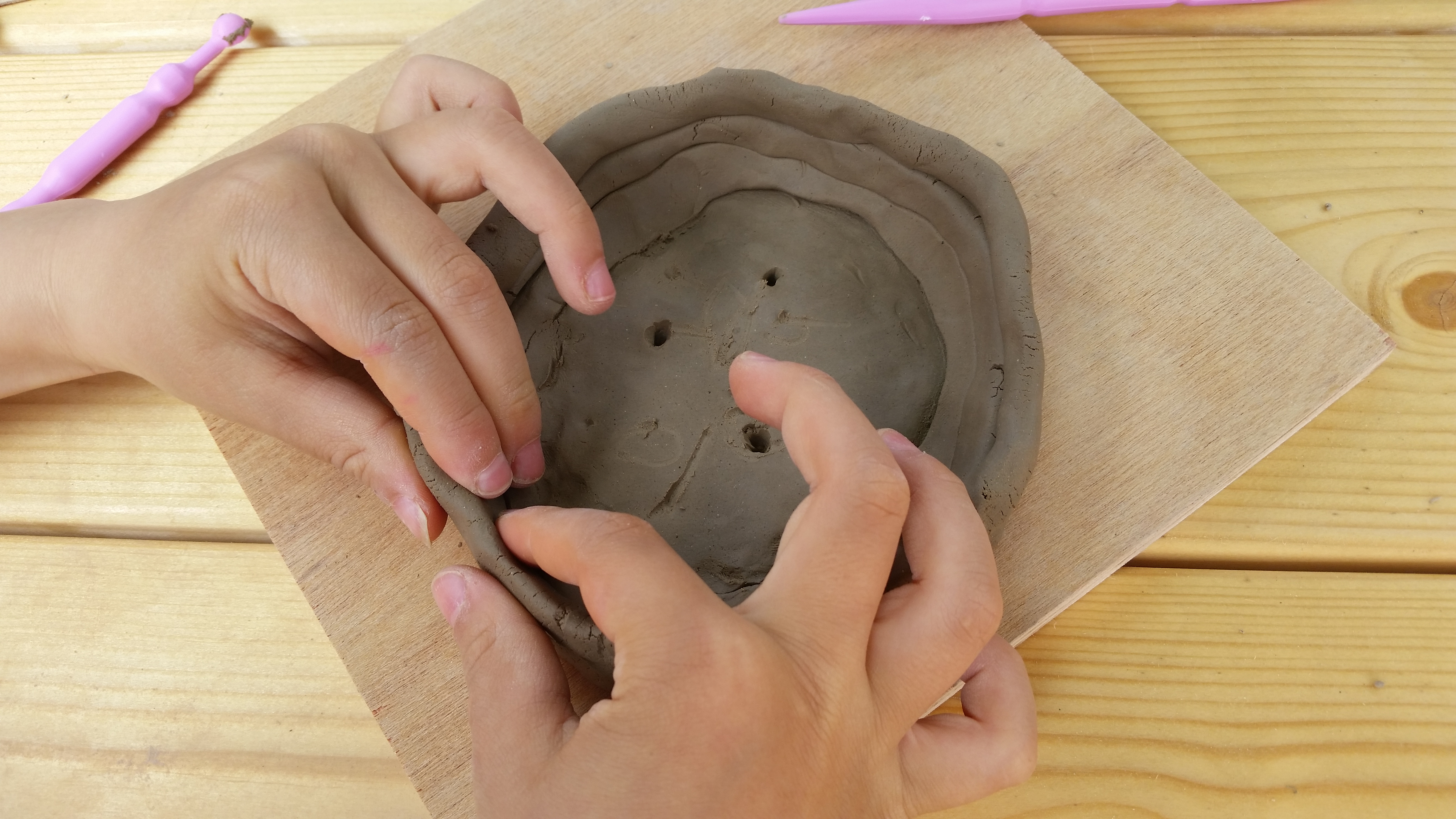
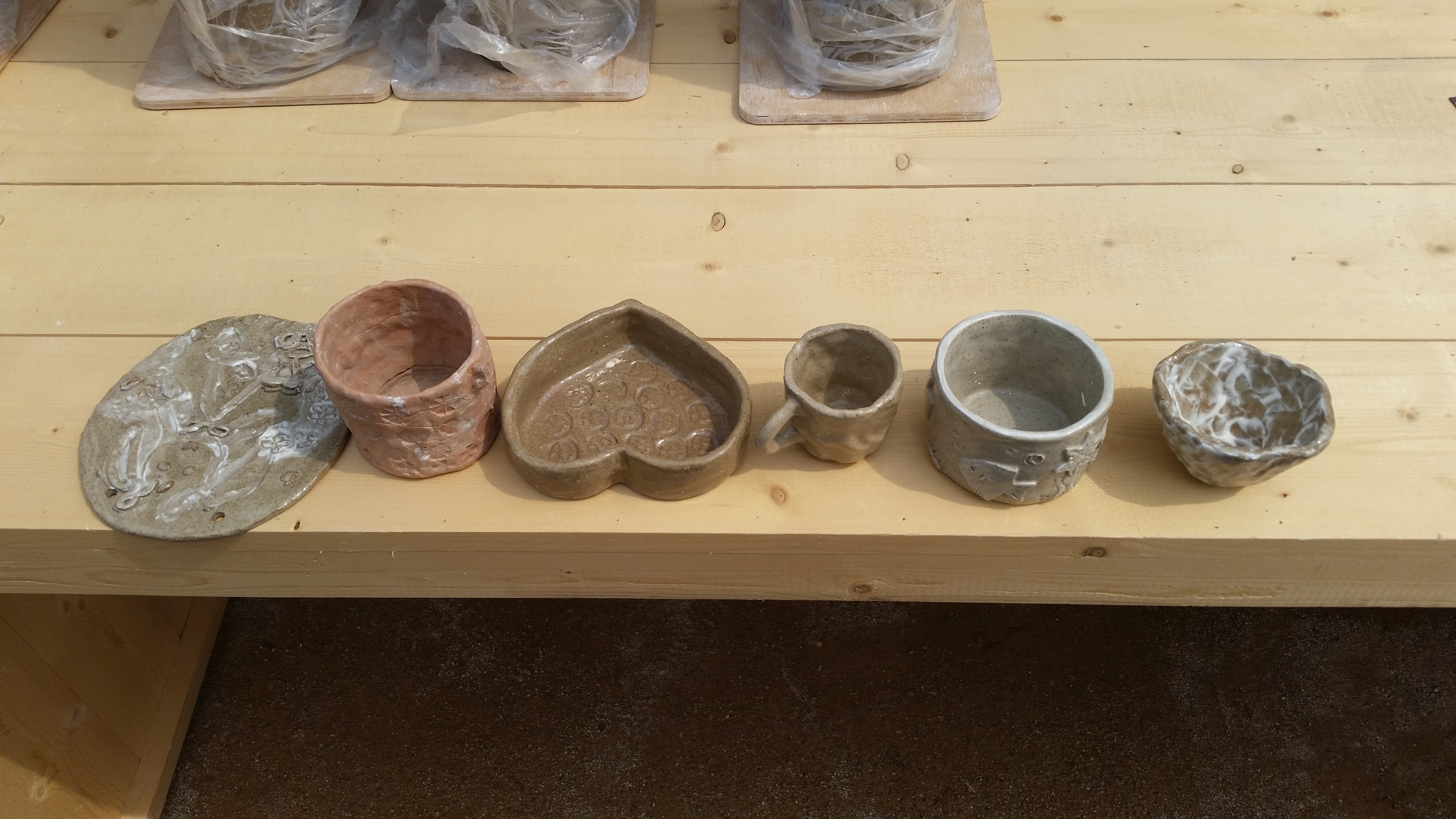